# Bondigoux
Bondigoux este o comună în departamentul Haute-Garonne din sudul Franței. În 2009 avea o populație de 451 de locuitori.

## Monumente

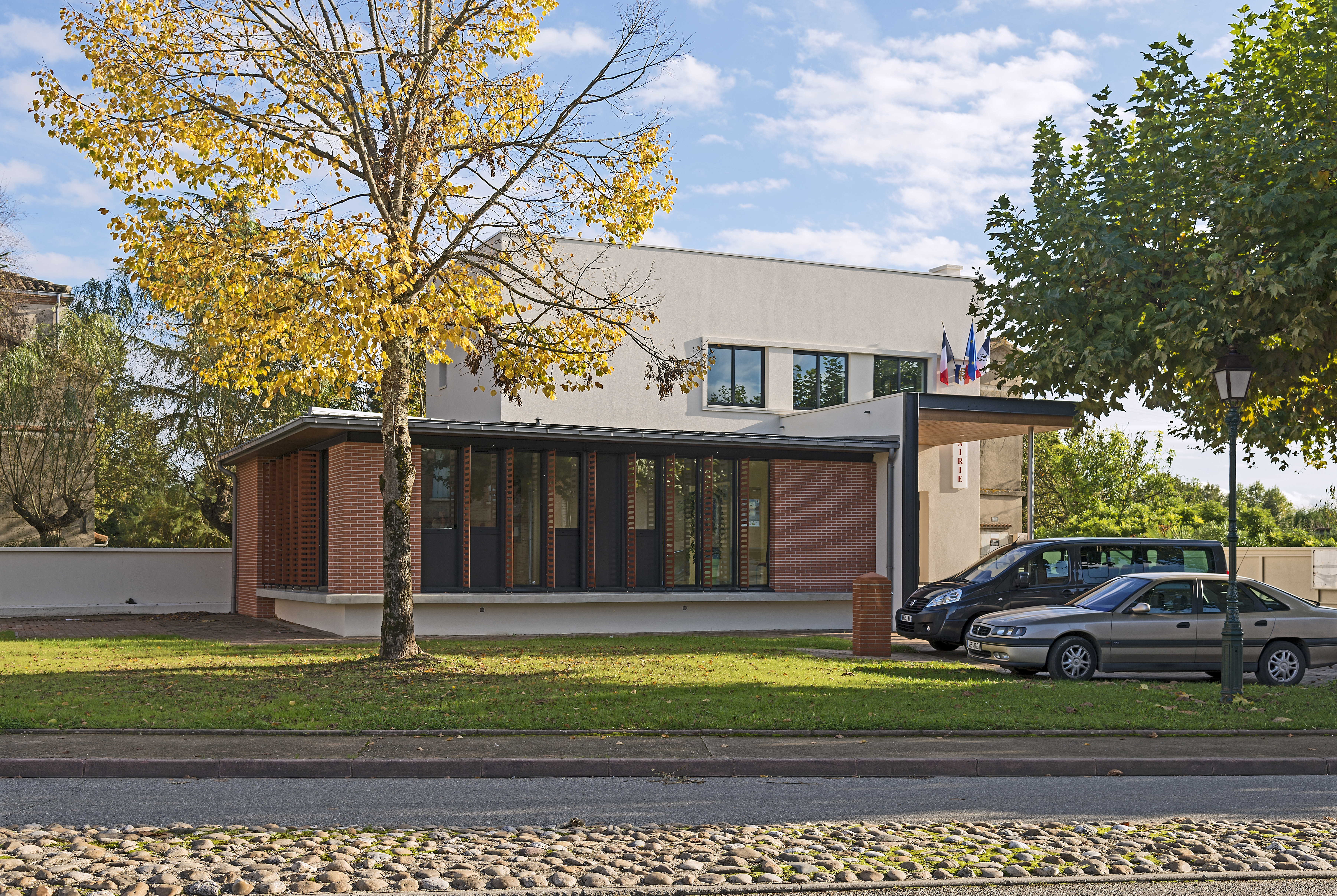
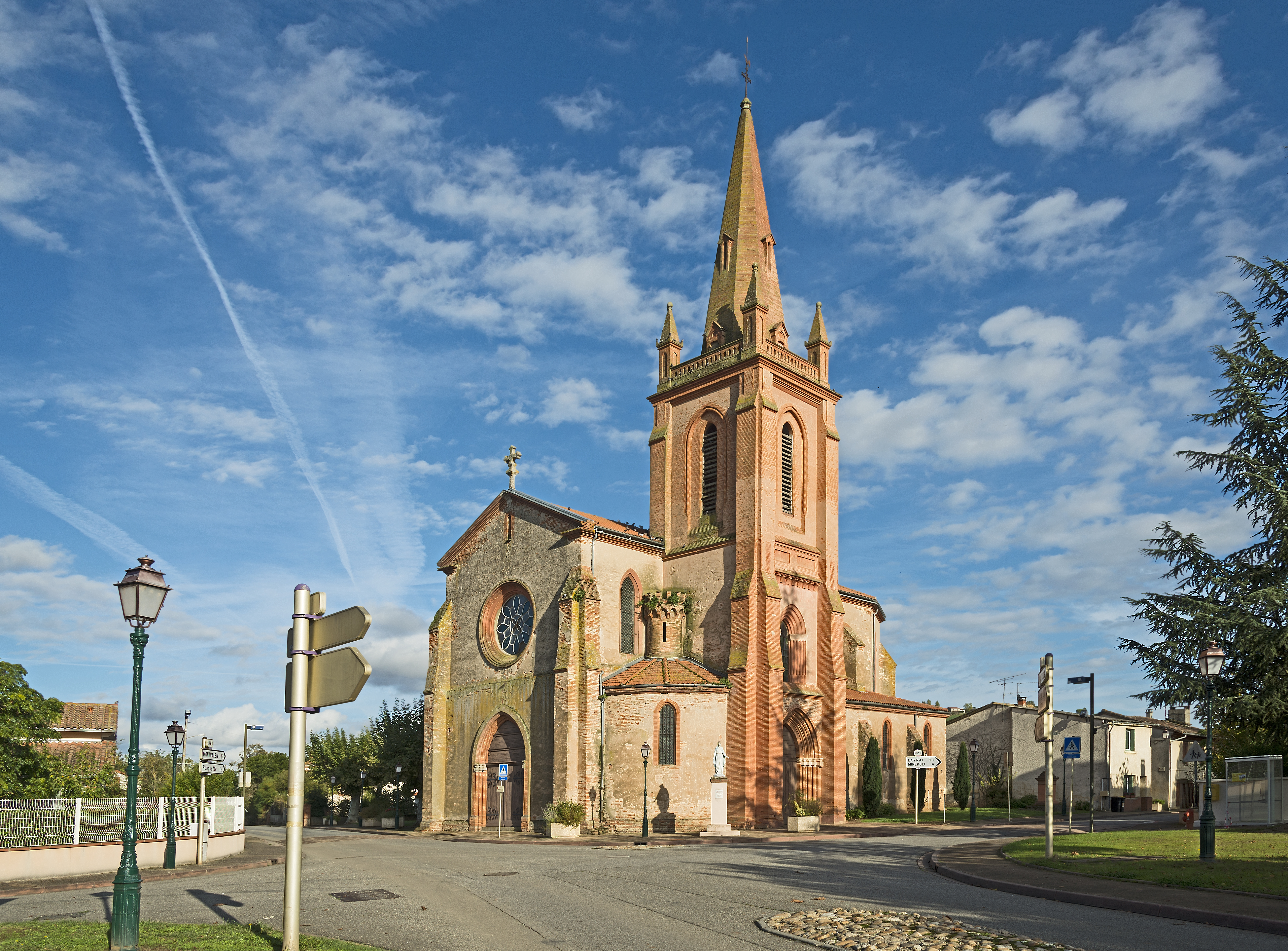
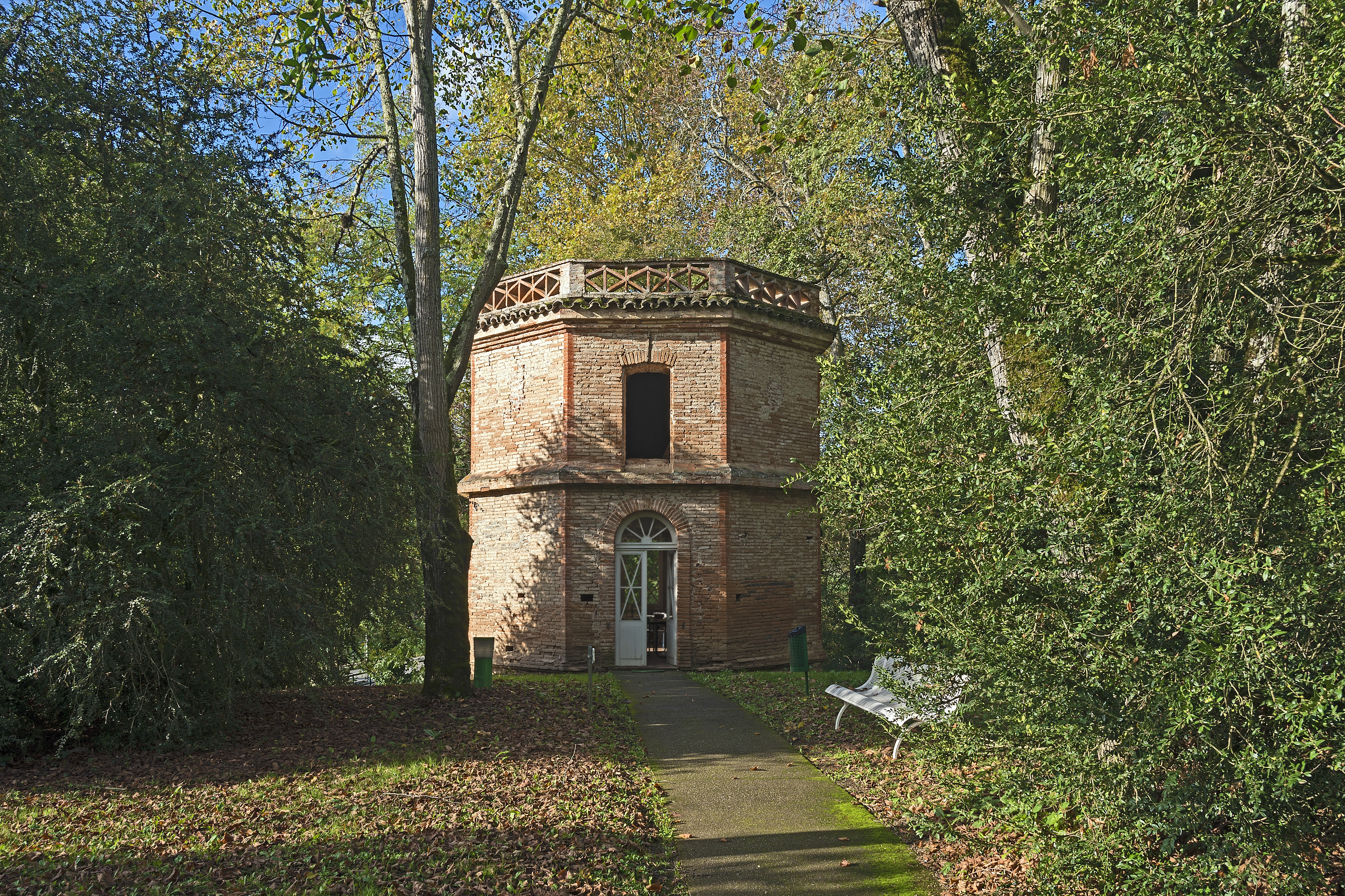

## Evoluția populației
| An        | 1975 | 1982 | 1990 | 1999 | 2006 | 2009 |
| --------- | ---- | ---- | ---- | ---- | ---- | ---- |
| Populație | 294  | 260  | 299  | 320  | 423  | 451  |